# Guy Vissac
Pour les articles homonymes, voir Vissac (homonymie).
Guy Vissac, né le 31 décembre 1933 à Langeac, est un homme politique français, sénateur de la Haute-Loire.

## Détail des fonctions et des mandats
Mandats locaux
- 1959 - 1965 : Conseiller municipal de Langeac
- 1971 - 1977 : Conseiller municipal de Langeac
- 1977 - 1983 : Conseiller municipal de Langeac
- 1983 - 1989 : Maire de Langeac
- 1989 - 1995 : Maire de Langeac
- 1995 - 2001 : Maire de Langeac
- 2001 - 2008 : Maire de Langeac
- 1976 - 1982 : Conseiller général du canton de Langeac
- 1982 - 1988 : Conseiller général du canton de Langeac
- 1988 - 1994 : Conseiller général du canton de Langeac
- 2008 - 2015 : Conseiller général du canton de Langeac
- 1976 - 1986 : Conseiller régional d'Auvergne
- 1986 - 1992 : Conseiller régional d'Auvergne
- 1992 - 1998 : Conseiller régional d'Auvergne
- 1998 - 1999: Conseiller régional d'Auvergne

Mandat parlementaire
- 27 septembre 1998 - 30 septembre 2001 : Sénateur de la Haute-Loire